# Neuvième circonscription du Pas-de-Calais
La neuvième circonscription du Pas-de-Calais est l'une des douze circonscriptions législatives françaises que compte le département du Pas-de-Calais (62) situé en région Hauts-de-France.

## Description géographique et démographique

### De 1958 à 1986
Le département avait quatorze circonscriptions.
La neuvième circonscription du Pas-de-Calais était composée de :
- canton de Lillers
- canton de Béthune
- commune d'Auchel
- commune de Cauchy-à-la-Tour
- commune de Lozinghem

Source : Journal Officiel du 14-15 Octobre 1958.

### De 1986 à 2012
La neuvième circonscription du Pas-de-Calais est délimitée par le découpage électoral de la loi n°86-1197 du 24 novembre 1986
, elle regroupait les divisions administratives suivantes : 
- Canton de Béthune-Nord
- Canton de Béthune-Sud
- Canton de Béthune-Est
- Canton de Lillers
- Canton de Norrent-Fontes.

Le regroupement de divisions administratives (cantons) en vigueur pour les élections législatives de 2022 réunit les cinq cantons de Béthune-Est, Béthune-Nord, Béthune-Sud, Laventie et Lillers.

### Démographie
D'après le recensement de la population en 2019, réalisé par l'Institut national de la statistique et des études économiques (INSEE), la population de cette circonscription est de 105 043 habitants,.

### Historique des députations
| Législature | Début de mandat | Fin de mandat  | Député           | Parti politique | Observations                                                                          |
| ----------- | --------------- | -------------- | ---------------- | --------------- | ------------------------------------------------------------------------------------- |
| IXe         | 23 juin 1988    | 1er avril 1993 | Jacques Mellick  | PS              |                                                                                       |
| Xe          | 2 avril 1993    | 21 avril 1997  | Jacques Mellick, | PS,             | Mandat écourté à la suite d'une dissolution parlementaire décidée par Jacques Chirac. |
| XIe         | 12 juin 1997    | 18 juin 2002   | Bernard Seux,    | MDC,            |                                                                                       |
| XIIe        | 19 juin 2002    | 19 juin 2007   | André Flajolet,  | UMP,            |                                                                                       |
| XIIIe       | 20 juin 2007    | 19 juin 2012   | André Flajolet   | UMP             |                                                                                       |

## Historique des élections

### Élections de 1958
| Candidat       | Candidat           | Parti          | Premier tour | Premier tour | Second tour | Second tour |  |
| Candidat       | Candidat           | Parti          | Voix         | %            | Voix        | %           |  |
| -------------- | ------------------ | -------------- | ------------ | ------------ | ----------- | ----------- |  |
|                | Émile Vanrullen    | SFIO           | 12 702       | 27,89        | 14 158      | 30,51       |  |
|                | Édouard Carlier    | PCF            | 12 203       | 26,79        | 12 715      | 27,4        |  |
|                | Maurice Cassez élu | MRP            | 10 858       | 23,84        | 19 528      | 42,09       |  |
|                | Calixte Foulon     | UNR            | 9 780        | 21,47        | Retrait     | Retrait     |  |
|                |                    |                |              |              |             |             |  |
| Inscrits       | Inscrits           | Inscrits       | 54 830       | 100,00       | 54 833      | 100,00      |  |
| Abstentions    | Abstentions        | Abstentions    | 8 495        | 15,49        | 7 812       | 14,25       |  |
| Votants        | Votants            | Votants        | 46 335       | 84,51        | 47 021      | 85,75       |  |
| Blancs et nuls | Blancs et nuls     | Blancs et nuls | 792          | 1,71         | 620         | 1,32        |  |
| Exprimés       | Exprimés           | Exprimés       | 45 543       | 98,29        | 46 401      | 98,68       |  |

Le suppléant de Maurice Cassez était François Caly, docteur en médecine, conseiller municipal d'Allouagne.

### Élections de 1962
| Candidat       | Candidat               | Parti          | Premier tour | Premier tour | Second tour | Second tour |  |
| Candidat       | Candidat               | Parti          | Voix         | %            | Voix        | %           |  |
| -------------- | ---------------------- | -------------- | ------------ | ------------ | ----------- | ----------- |  |
|                | Édouard Carlier élu    | PCF            | 11 809       | 28,51        | 19 172      | 43,26       |  |
|                | Charles Dubout         | UNR-UDT        | 9 878        | 23,85        | 13 547      | 30,56       |  |
|                | Maurice Cassez sortant | MRP            | 9 109        | 21,99        | 11 604      | 26,18       |  |
|                | Jacques Vincent        | SFIO           | 9 014        | 21,76        | Retrait     | Retrait     |  |
|                | Jacques Vincent        | Modérés        | 1 608        | 3,88         |             |             |  |
|                |                        |                |              |              |             |             |  |
| Inscrits       | Inscrits               | Inscrits       | 54 880       | 100,00       | 54 873      | 100,00      |  |
| Abstentions    | Abstentions            | Abstentions    | 12 541       | 22,85        | 9 472       | 17,26       |  |
| Votants        | Votants                | Votants        | 42 339       | 77,15        | 45 401      | 82,74       |  |
| Blancs et nuls | Blancs et nuls         | Blancs et nuls | 921          | 2,18         | 1 078       | 2,37        |  |
| Exprimés       | Exprimés               | Exprimés       | 41 418       | 97,82        | 44 323      | 97,63       |  |

Le suppléant d'Édouard Carlier était Benoit Offroy, mineur, adjoint au maire d'Auchel.

### Élections de 1967
| Candidat       | Candidat                      | Parti          | Premier tour | Premier tour | Second tour | Second tour |  |
| Candidat       | Candidat                      | Parti          | Voix         | %            | Voix        | %           |  |
| -------------- | ----------------------------- | -------------- | ------------ | ------------ | ----------- | ----------- |  |
|                | Édouard Carlier sortant réélu | PCF            | 17 038       | 35,53        | 25 971      | 55,38       |  |
|                | Charles Dubout                | UD-Ve          | 13 004       | 27,11        | 20 923      | 44,62       |  |
|                | Jacques Vincent               | SFIO (FGDS)    | 9 469        | 19,74        | Retrait     | Retrait     |  |
|                | Georges Fruchart              | CD (PDM)       | 8 448        | 17,62        | Retrait     | Retrait     |  |
|                |                               |                |              |              |             |             |  |
| Inscrits       | Inscrits                      | Inscrits       | 55 581       | 100,00       | 55 564      | 100,00      |  |
| Abstentions    | Abstentions                   | Abstentions    | 6 924        | 12,46        | 7 086       | 12,75       |  |
| Votants        | Votants                       | Votants        | 48 657       | 87,54        | 48 478      | 87,25       |  |
| Blancs et nuls | Blancs et nuls                | Blancs et nuls | 698          | 1,43         | 1 584       | 3,27        |  |
| Exprimés       | Exprimés                      | Exprimés       | 47 959       | 98,57        | 46 894      | 96,73       |  |

Le suppléant d'Édouard Carlier était Benoit Offroy.

### Élections de 1968
| Candidat       | Candidat                   | Parti          | Premier tour | Premier tour | Second tour | Second tour |  |
| Candidat       | Candidat                   | Parti          | Voix         | %            | Voix        | %           |  |
| -------------- | -------------------------- | -------------- | ------------ | ------------ | ----------- | ----------- |  |
|                | Édouard Carlier sortant    | PCF            | 16 422       | 35,49        | 22 544      | 48,8        |  |
|                | Hubert Dupont-Fauville élu | UDR (URP)      | 16 269       | 35,16        | 23 657      | 51,2        |  |
|                | Jacques Vincent            | SFIO (FGDS)    | 6 154        | 13,3         | Retrait     | Retrait     |  |
|                | René Dhaisne               | CD (PDM)       | 5 376        | 11,62        |             |             |  |
|                | Pierre Poisson             | PSU            | 1 185        | 2,56         |             |             |  |
|                | André Brehon               | Soc.ind.       | 860          | 1,86         |             |             |  |
|                |                            |                |              |              |             |             |  |
| Inscrits       | Inscrits                   | Inscrits       | 55 365       | 100,00       | 55 359      | 100,00      |  |
| Abstentions    | Abstentions                | Abstentions    | 8 445        | 15,25        | 7 976       | 14,41       |  |
| Votants        | Votants                    | Votants        | 46 920       | 84,75        | 47 383      | 85,59       |  |
| Blancs et nuls | Blancs et nuls             | Blancs et nuls | 654          | 1,39         | 1 182       | 2,49        |  |
| Exprimés       | Exprimés                   | Exprimés       | 46 266       | 98,61        | 46 201      | 97,51       |  |

Le suppléant d'Hubert Dupont-Fauville était Georges Boudry, agent immobilier.

### Élections de 1973
| Candidat       | Candidat                       | Parti          | Premier tour | Premier tour | Second tour | Second tour |  |
| Candidat       | Candidat                       | Parti          | Voix         | %            | Voix        | %           |  |
| -------------- | ------------------------------ | -------------- | ------------ | ------------ | ----------- | ----------- |  |
|                | Édouard Carlier élu            | PCF            | 17 050       | 35,27        | 26 133      | 55,3        |  |
|                | Jacques Mellick                | PS (UGSD)      | 10 544       | 21,81        | Retrait     | Retrait     |  |
|                | Hubert Dupont-Fauville sortant | UDR (URP)      | 10 089       | 20,87        | 21 122      | 44,7        |  |
|                | René Dhaisne                   | CD (MR)        | 5 701        | 11,79        |             |             |  |
|                | Simon Puchalski                | CDP (URP)      | 3 506        | 7,25         |             |             |  |
|                | Léon Oudart                    | Divers droite  | 1 449        | 3            |             |             |  |
|                |                                |                |              |              |             |             |  |
| Inscrits       | Inscrits                       | Inscrits       | 57 404       | 100,00       | 57 373      | 100,00      |  |
| Abstentions    | Abstentions                    | Abstentions    | 8 058        | 14,04        | 7 925       | 13,81       |  |
| Votants        | Votants                        | Votants        | 49 346       | 85,96        | 49 448      | 86,19       |  |
| Blancs et nuls | Blancs et nuls                 | Blancs et nuls | 1 007        | 2,04         | 2 193       | 4,43        |  |
| Exprimés       | Exprimés                       | Exprimés       | 48 339       | 97,96        | 47 255      | 95,57       |  |

Le suppléant d'Édouard Carlier était Joseph Clairet, ouvrier ajusteur aux Houillères nationales, maire adjoint de Cauchy-à-la-Tour.

### Élections de 1978
| Candidat       | Candidat               | Parti              | Premier tour | Premier tour | Second tour | Second tour |  |
| Candidat       | Candidat               | Parti              | Voix         | %            | Voix        | %           |  |
| -------------- | ---------------------- | ------------------ | ------------ | ------------ | ----------- | ----------- |  |
|                | Jacques Mellick élu    | PS                 | 18 590       | 33,37        | 34 801      | 63,09       |  |
|                | Daniel Roussel         | PCF                | 17 927       | 32,18        | Retrait     | Retrait     |  |
|                | Patrick Verdure        | UDF (Rad)          | 9 855        | 17,69        | 20 361      | 36,91       |  |
|                | André Flajolet         | RPR                | 6 948        | 12,47        |             |             |  |
|                | Marie-Danièle Duquenne | LO                 | 924          | 1,66         |             |             |  |
|                | Jean-Pierre Foucault   | Divers droite (DC) | 759          | 1,36         |             |             |  |
|                | Jean-Noël Beaurain     | Divers droite      | 702          | 1,26         |             |             |  |
|                |                        |                    |              |              |             |             |  |
| Inscrits       | Inscrits               | Inscrits           | 64 259       | 100,00       | 64 248      | 100,00      |  |
| Abstentions    | Abstentions            | Abstentions        | 7 288        | 11,34        | 7 753       | 12,07       |  |
| Votants        | Votants                | Votants            | 56 971       | 88,66        | 56 495      | 87,93       |  |
| Blancs et nuls | Blancs et nuls         | Blancs et nuls     | 1 266        | 2,22         | 1 333       | 2,36        |  |
| Exprimés       | Exprimés               | Exprimés           | 55 705       | 97,78        | 55 162      | 97,64       |  |

Le suppléant de Jacques Mellick était Jules Gravure, premier adjoint au maire d'Auchel.

### Élections de 1981
| Candidat       | Candidat                      | Parti          | Premier tour | Premier tour | Second tour | Second tour |  |
| Candidat       | Candidat                      | Parti          | Voix         | %            | Voix        | %           |  |
| -------------- | ----------------------------- | -------------- | ------------ | ------------ | ----------- | ----------- |  |
|                | Jacques Mellick sortant réélu | PS             | 24 356       | 47,92        | 34 924      | 69,34       |  |
|                | André Flajolet                | RPR (UNM)      | 13 717       | 26,99        | 15 436      | 30,66       |  |
|                | Jean-Luc Bécart               | PCF            | 12 754       | 25,09        | Retrait     | Retrait     |  |
|                |                               |                |              |              |             |             |  |
| Inscrits       | Inscrits                      | Inscrits       | 65 804       | 100,00       | 65 792      | 100,00      |  |
| Abstentions    | Abstentions                   | Abstentions    | 14 231       | 21,63        | 13 986      | 21,26       |  |
| Votants        | Votants                       | Votants        | 51 573       | 78,37        | 51 806      | 78,74       |  |
| Blancs et nuls | Blancs et nuls                | Blancs et nuls | 746          | 1,45         | 1 446       | 2,79        |  |
| Exprimés       | Exprimés                      | Exprimés       | 50 827       | 98,55        | 50 360      | 97,21       |  |

Le suppléant de Jacques Mellick était Claude Galametz, professeur, maire de Lillers.

### Élections de 1988
|                | Jacques Mellick sortant réélu | PS             | 30 869 | 57,46  |  |  |  |
|                | Jacques Pomart                | RPR (URC)      | 12 637 | 23,52  |  |  |  |
|                | Lucien Andries                | PCF            | 6 969  | 12,97  |  |  |  |
|                | Christian Piérard             | FN             | 3 245  | 6,04   |  |  |  |
|                |                               |                |        |        |  |  |  |
| Inscrits       | Inscrits                      | Inscrits       | 72 719 | 100,00 |  |  |  |
| Abstentions    | Abstentions                   | Abstentions    | 17 798 | 24,48  |  |  |  |
| Votants        | Votants                       | Votants        | 54 921 | 75,52  |  |  |  |
| Blancs et nuls | Blancs et nuls                | Blancs et nuls | 1 201  | 2,19   |  |  |  |
| Exprimés       | Exprimés                      | Exprimés       | 53 720 | 97,81  |  |  |  |

Le suppléant de Jacques Mellick était Claude Galametz.

### Élections de 1993
| Candidat       | Candidat                      | Parti          | Premier tour | Premier tour | Second tour | Second tour |  |
| Candidat       | Candidat                      | Parti          | Voix         | %            | Voix        | %           |  |
| -------------- | ----------------------------- | -------------- | ------------ | ------------ | ----------- | ----------- |  |
|                | Jacques Mellick sortant réélu | PS (ADFP)      | 20 267       | 36,63        | 29 759      | 54,43       |  |
|                | André Flajolet                | RPR (UPF)      | 17 452       | 31,54        | 24 917      | 45,57       |  |
|                | Lucien Andries                | PCF            | 7 824        | 14,14        |             |             |  |
|                | José Sawras                   | FN             | 4 316        | 7,8          |             |             |  |
|                | Serge Pacheka                 | Les Verts (EÉ) | 2 489        | 4,5          |             |             |  |
|                | Irène Champeil                | LT-LNÉ         | 2 356        | 4,26         |             |             |  |
|                | Zygmond Krzcink               | Divers droite  | 627          | 1,13         |             |             |  |
|                | Marcel Trolle                 | Divers droite  | 0            | 0            |             |             |  |
|                |                               |                |              |              |             |             |  |
| Inscrits       | Inscrits                      | Inscrits       | 75 802       | 100,00       | 75 798      | 100,00      |  |
| Abstentions    | Abstentions                   | Abstentions    | 17 135       | 22,6         | 16 968      | 22,39       |  |
| Votants        | Votants                       | Votants        | 58 667       | 77,4         | 58 830      | 77,61       |  |
| Blancs et nuls | Blancs et nuls                | Blancs et nuls | 3 336        | 5,69         | 4 154       | 7,06        |  |
| Exprimés       | Exprimés                      | Exprimés       | 55 331       | 94,31        | 54 676      | 92,94       |  |

### Élection partielle du 12 et 19 mai 1996
(à la suite de la démission de Jacques Mellick)
Bernard Seux, PS est élu le 19 mai 1996.

### Élections de 1997
| Candidat       | Candidat                   | Parti          | Premier tour | Premier tour | Second tour | Second tour |  |
| Candidat       | Candidat                   | Parti          | Voix         | %            | Voix        | %           |  |
| -------------- | -------------------------- | -------------- | ------------ | ------------ | ----------- | ----------- |  |
|                | Bernard Seux sortant réélu | PS             | 17 918       | 34,09        | 32 943      | 64,91       |  |
|                | Jean-Pierre Deruelle       | UDF (FD)       | 9 578        | 18,22        | 17 806      | 35,09       |  |
|                | Lucien Andries             | PCF            | 8 513        | 16,19        |             |             |  |
|                | Marcos Cantola Iradi       | FN             | 5 797        | 16,19        |             |             |  |
|                | Marie-France Deleflie      | Divers droite  | 5 761        | 10,96        |             |             |  |
|                | Marie-Danièle Duquenne     | LO             | 2 180        | 4,15         |             |             |  |
|                | Serge Pacheka              | Les Verts      | 1 628        | 3,1          |             |             |  |
|                | Michel Hecquet             | MÉI            | 1 193        | 2,27         |             |             |  |
|                |                            |                |              |              |             |             |  |
| Inscrits       | Inscrits                   | Inscrits       | 76 306       | 100,00       | 76 303      | 100,00      |  |
| Abstentions    | Abstentions                | Abstentions    | 20 597       | 26,99        | 20 864      | 27,34       |  |
| Votants        | Votants                    | Votants        | 55 709       | 73,01        | 55 439      | 72,66       |  |
| Blancs et nuls | Blancs et nuls             | Blancs et nuls | 3 141        | 5,64         | 4 690       | 8,46        |  |
| Exprimés       | Exprimés                   | Exprimés       | 52 568       | 94,36        | 50 749      | 91,54       |  |

Le suppléant de Bernard Seux était Jacques Napiéraj, maire délégué de Berguette, maire d'Isbergues, professeur retraité.

### Élections de 2002
| Candidat       | Candidat                  | Parti            | Premier tour | Premier tour | Second tour | Second tour |  |
| Candidat       | Candidat                  | Parti            | Voix         | %            | Voix        | %           |  |
| -------------- | ------------------------- | ---------------- | ------------ | ------------ | ----------- | ----------- |  |
|                | André Flajolet élu        | UMP              | 15 213       | 29,96        | 24 525      | 50,54       |  |
|                | Marie-Noëlle Lienemann    | PS               | 14 625       | 28,8         | 24 003      | 49,46       |  |
|                | Bernard Seux sortant      | Pôle républicain | 5 120        | 10,08        |             |             |  |
|                | Evelyne Géronnez          | FN               | 5 107        | 10,06        |             |             |  |
|                | Lucien Andries            | PCF              | 4 803        | 9,46         |             |             |  |
|                | Jean-Pierre Méresse       | CPNT             | 1 373        | 2,7          |             |             |  |
|                | Joël Caron                | Les Verts        | 1 187        | 2,34         |             |             |  |
|                | Anne-Marie Duez           | Divers droite    | 1 020        | 2,01         |             |             |  |
|                | Jean-Paul Wallard         | LO               | 841          | 1,66         |             |             |  |
|                | Leila Benallègue          | LCR              | 478          | 0,94         |             |             |  |
|                | Michel Hecquet            | MÉI              | 395          | 0,78         |             |             |  |
|                | Pascal Férey              | MNR              | 387          | 0,76         |             |             |  |
|                | Katia Scotto Di Apollonia | GÉ               | 139          | 0,27         |             |             |  |
|                | Pierre Prévot             | Extrême gauche   | 97           | 0,19         |             |             |  |
|                |                           |                  |              |              |             |             |  |
| Inscrits       | Inscrits                  | Inscrits         | 79 657       | 100,00       | 79 654      | 100,00      |  |
| Abstentions    | Abstentions               | Abstentions      | 27 337       | 34,32        | 27 909      | 35,04       |  |
| Votants        | Votants                   | Votants          | 52 320       | 65,68        | 51 745      | 64,96       |  |
| Blancs et nuls | Blancs et nuls            | Blancs et nuls   | 1 535        | 2,93         | 3 217       | 6,22        |  |
| Exprimés       | Exprimés                  | Exprimés         | 50 785       | 97,07        | 48 528      | 93,78       |  |

Le suppléant d'André Flajolet était Jean-Pierre Deruelle, adjoint au maire de Béthune.

### Élections de 2007
| Candidat       | Candidat                     | Parti          | Premier tour | Premier tour | Second tour | Second tour |  |
| Candidat       | Candidat                     | Parti          | Voix         | %            | Voix        | %           |  |
| -------------- | ---------------------------- | -------------- | ------------ | ------------ | ----------- | ----------- |  |
|                | André Flajolet sortant réélu | UMP            | 19 307       | 38,51        | 25 841      | 51,76       |  |
|                | Jacques Mellick              | PS             | 15 961       | 31,84        | 24 080      | 48,24       |  |
|                | Lucien Andriès               | PCF            | 4 589        | 9,15         |             |             |  |
|                | Évelyne Géronnez             | FN             | 2 201        | 4,39         |             |             |  |
|                | Marcel Trollé                | UDF–MoDem      | 1 856        | 3,70         |             |             |  |
|                | Anne Ecuyer                  | Les Verts      | 1 496        | 2,98         |             |             |  |
|                | Didier Chappe                | CPNT           | 1 379        | 2,75         |             |             |  |
|                | Philippe Mussat              | LCR            | 1 064        | 2,12         |             |             |  |
|                | Jean-Paul Wallard            | LO             | 575          | 1,15         |             |             |  |
|                | Michel Hecquet               | MÉI            | 530          | 1,06         |             |             |  |
|                | Nathalie Audegond            | MRC            | 415          | 0,83         |             |             |  |
|                | Michel Bertin                | COM            | 315          | 0,63         |             |             |  |
|                | Véronique Péan               | MNR            | 258          | 0,51         |             |             |  |
|                | François Drouvin             | Divers         | 187          | 0,37         |             |             |  |
|                |                              |                |              |              |             |             |  |
| Inscrits       | Inscrits                     | Inscrits       | 80 924       | 100,00       | 80 924      | 100,00      |  |
| Abstentions    | Abstentions                  | Abstentions    | 29 425       | 36,36        | 27 947      | 34,53       |  |
| Votants        | Votants                      | Votants        | 51 499       | 63,64        | 52 977      | 65,47       |  |
| Blancs et nuls | Blancs et nuls               | Blancs et nuls | 1 366        | 2,65         | 3 056       | 5,77        |  |
| Exprimés       | Exprimés                     | Exprimés       | 50 133       | 97,35        | 49 921      | 94,23       |  |

## Depuis 2012

### Description géographique et démographique
La répartition des sièges et la délimitation des circonscriptions pour l'élection des députés à partir de 2012 est fixée par la loi du 23 février 2010 qui ratifie l'ordonnance du 29 juillet 2009.
La circonscription regroupe les divisions administratives suivantes : les cantons de Béthune-Nord, Béthune-Sud, Béthune-Est, Lillers et Laventie, ce dernier faisant partie de la onzième circonscription avant le découpage électoral de 2010.

### Historique des députations
| Législature | Début de mandat | Fin de mandat | Député                     | Parti politique | Observations                                                                           |
| ----------- | --------------- | ------------- | -------------------------- | --------------- | -------------------------------------------------------------------------------------- |
| XIVe        | 20 juin 2012    | 20 juin 2017  | Stéphane Saint-André       | PRG-PS          | Maire de Béthune                                                                       |
| XVe         | 21 juin 2017    | 21 juin 2022  | Marguerite Deprez-Audebert | MoDem           |                                                                                        |
| XVIe        | 22 juin 2022    | 9 juin 2024   | Caroline Parmentier        | RN              | Mandat écourté à la suite d'une dissolution parlementaire décidée par Emmanuel Macron. |

### Historique des élections
Voici la liste des résultats des élections législatives dans la circonscription depuis le découpage électoral de 2010 : 

#### Élections de 2012
| Candidat       | Candidat                 | Parti                         | Premier tour | Premier tour | Second tour | Second tour |  |
| Candidat       | Candidat                 | Parti                         | Voix         | %            | Voix        | %           |  |
| -------------- | ------------------------ | ----------------------------- | ------------ | ------------ | ----------- | ----------- |  |
|                | André Flajolet sortant   | UMP                           | 13 702       | 30,21        | 20 807      | 49,17       |  |
|                | Stéphane Saint-André élu | PRG (PS)                      | 10 159       | 22,40        | 21 509      | 50,83       |  |
|                | Aurélia Beigneux         | FN (RBM)                      | 7 658        | 16,88        |             |             |  |
|                | Alain Delannoy           | diss. PS                      | 4 929        | 10,87        |             |             |  |
|                | Pascal Barois            | PCF (FG)                      | 3 526        | 7,77         |             |             |  |
|                | Daniel Boys              | Divers gauche                 | 3 370        | 7,43         |             |             |  |
|                | Anne Ecuyer              | EÉLV (MÉI)                    | 861          | 1,90         |             |             |  |
|                | Charline Turpin          | LT-LNÉ                        | 501          | 1,10         |             |             |  |
|                | Marie-Danièle Duquenne   | LO                            | 380          | 0,84         |             |             |  |
|                | Abdellah Baïk            | AÉI                           | 214          | 0,47         |             |             |  |
|                | Anne Fiquet              | Divers (Mouvement anti-radar) | 37           | 0,08         |             |             |  |
|                | Martine Vanpouille-Daver | MOC                           | 17           | 0,04         |             |             |  |
|                |                          |                               |              |              |             |             |  |
| Inscrits       | Inscrits                 | Inscrits                      | 79 278       | 100,00       | 79 278      | 100,00      |  |
| Abstentions    | Abstentions              | Abstentions                   | 32 797       | 41,37        | 34 448      | 43,45       |  |
| Votants        | Votants                  | Votants                       | 46 481       | 58,63        | 44 830      | 56,55       |  |
| Blancs et nuls | Blancs et nuls           | Blancs et nuls                | 1 127        | 2,42         | 2 514       | 5,61        |  |
| Exprimés       | Exprimés                 | Exprimés                      | 45 354       | 97,58        | 42 316      | 94,39       |  |

#### Élections de 2017
Les élections législatives de 2017 dans le Pas-de-Calais ont eu lieu les 11 et 18 juin 2017.
|                                                                               |                                                                                  |                           |                           |                          |                          |
|                                                                               |                                                                                  | Premier tour 11 juin 2017 | Premier tour 11 juin 2017 | Second tour 18 juin 2017 | Second tour 18 juin 2017 |
|                                                                               |                                                                                  |                           |                           |                          |                          |
|                                                                               |                                                                                  | Nombre                    | % des inscrits            | Nombre                   | % des inscrits           |
| Inscrits                                                                      | Inscrits                                                                         | 79 071                    | 100,00                    | 79 078                   | 100,00                   |
| Abstentions                                                                   | Abstentions                                                                      | 39 178                    | 49,55                     | 43 451                   | 54,95                    |
| Votants                                                                       | Votants                                                                          | 39 893                    | 50,45                     | 35 627                   | 45,05                    |
|                                                                               |                                                                                  |                           | % des votants             |                          | % des votants            |
| Bulletins blancs                                                              | Bulletins blancs                                                                 | 708                       | 1,77                      | 2 355                    | 6,61                     |
| Bulletins nuls                                                                | Bulletins nuls                                                                   | 351                       | 0,88                      | 1 273                    | 3,57                     |
| Suffrages exprimés                                                            | Suffrages exprimés                                                               | 38 834                    | 97,35                     | 31 999                   | 89,82                    |
|                                                                               |                                                                                  |                           |                           |                          |                          |
| Étiquette politique (partis et alliances)                                     | Étiquette politique (partis et alliances)                                        | Voix                      | % des exprimés            | Voix                     | % des exprimés           |
|                                                                               |                                                                                  |                           |                           |                          |                          |
|                                                                               | Marguerite Deprez-Audebert Mouvement démocrate (La République en marche)         | 10 903                    | 28,08                     | 18 451                   | 57,66                    |
|                                                                               | Jacques Delaire Front national                                                   | 8 325                     | 21,44                     | 13 548                   | 42,34                    |
|                                                                               | Pierre-Emmanuel Gibson Les Républicains (Union des démocrates et indépendants)   | 4 912                     | 12,65                     |                          |                          |
|                                                                               | Stéphane Saint-André (député sortant) Parti radical de gauche (Parti socialiste) | 4 623                     | 11,90                     |                          |                          |
|                                                                               | Bruno Dubout La France insoumise                                                 | 4 561                     | 11,74                     |                          |                          |
|                                                                               | Alain Delannoy Divers gauche (Parti socialiste diss.)                            | 1 552                     | 4,00                      |                          |                          |
|                                                                               | Bruno Westrelin Parti communiste français                                        | 1 217                     | 3,13                      |                          |                          |
|                                                                               | Marie-Andrée Queste Europe Écologie Les Verts                                    | 1 042                     | 2,68                      |                          |                          |
|                                                                               | Sebastien Hochart Debout la France                                               | 759                       | 1,95                      |                          |                          |
|                                                                               | Anne-Marie Deflandre Lutte ouvrière                                              | 350                       | 0,90                      |                          |                          |
|                                                                               | Julien Guaquier Divers (Parti du vote blanc)                                     | 213                       | 0,55                      |                          |                          |
|                                                                               | Abdellah Baik Écologiste (Mouvement 100 %)                                       | 200                       | 0,52                      |                          |                          |
|                                                                               | Matthieu Beaufromé Divers (Union populaire républicaine)                         | 177                       | 0,46                      |                          |                          |
| Source : Ministère de l'Intérieur - Neuvième circonscription du Pas-de-Calais |                                                                                  |                           |                           |                          |                          |

#### Élections de 2022
Les élections législatives françaises de 2022 ont eu lieu les dimanches 12 et 19 juin 2022.
| Résultats des élections législatives des 12 et 19 juin 2022 de la 9e circonscription du Pas-de-Calais |                            |                          |                          |              |              |             |             |
| Candidat                                                                                              | Candidat                   | Parti et coalition       | Nuance                   | Premier tour | Premier tour | Second tour | Second tour |
| Candidat                                                                                              | Candidat                   | Parti et coalition       | Nuance                   | Voix         | %            | Voix        | %           |
| | Caroline Parmentier        | RN                       | RN                       | 11 596       | 30,79        | 18 587      | 53,31       |
| | Marguerite Deprez-Audebert | MoDem (ENS)              | ENS                      | 8 626        | 22,90        | 16 279      | 46,69       |
| | Amandine Bonifacio         | LFI (NUPES)              | NUP                      | 6 021        | 15,98        |             |             |
| | Hakim Elazouzi             | UDI (UDC)                | UDI                      | 3 622        | 9,62         |             |             |
| | Stéphane Saint-André       | LRDG (FGR)               | DVG                      | 2 913        | 7,73         |             |             |
| | Fanny Judek                | REC                      | REC                      | 1 032        | 2,74         |             |             |
| | Abdellah Baïk              | EAC                      | ECO                      | 776          | 2,06         |             |             |
| | Matthieu Pinchon           | LMR                      | DVD                      | 684          | 1,82         |             |             |
| | Charlotte Matton           | DLF (UPF)                | DSV                      | 649          | 1,72         |             |             |
| | Corinne Martin             | PA                       | ECO                      | 648          | 1,72         |             |             |
| | Jacques Delaire            | SE                       | DXD                      | 381          | 1,01         |             |             |
| | Anne-Marie Deflandre       | LO                       | DXG                      | 312          | 0,83         |             |             |
| | Julien Guaquier            | SE                       | DIV                      | 192          | 0,51         |             |             |
| | Valentin Brasseur          | PP                       | DIV                      | 169          | 0,44         |             |             |
| | Zaïna Fellaha              | UDMF                     | DIV                      | 48           | 0,13         |             |             |
| Votes valides                                                                                         | Votes valides              | Votes valides            | Votes valides            | 37 669       | 97,47        | 34 866      | 92,26       |
| Votes blancs                                                                                          | Votes blancs               | Votes blancs             | Votes blancs             | 652          | 1,69         | 1 956       | 5,18        |
| Votes nuls                                                                                            | Votes nuls                 | Votes nuls               | Votes nuls               | 325          | 0,84         | 971         | 2,57        |
| Total                                                                                                 | Total                      | Total                    | Total                    | 38 646       | 100          | 37 793      | 100         |
| Abstention                                                                                            | Abstention                 | Abstention               | Abstention               | 41 475       | 51,77        | 42 338      | 52,84       |
| Inscrits / participation                                                                              | Inscrits / participation   | Inscrits / participation | Inscrits / participation | 80 121       | 48,23        | 80 131      | 47,16       |

### Élections de 2024
| Candidat                 | Candidat                 | Parti et coalition       | Nuances                  | Premier tour | Premier tour | Second tour | Second tour |
| Candidat                 | Candidat                 | Parti et coalition       | Nuances                  | Voix         | %            | Voix        | %           |
| ------------------------ | ------------------------ | ------------------------ | ------------------------ | ------------ | ------------ | ----------- | ----------- |
|                          | Hadrien Coisne           | Ensemble                 | ENS                      | 10394        | 19,78        | 22674       | 45,36       |
|                          | Anne-Marie Deflandre     | Lutte ouvrière           | EXG                      | 624          | 1,19         |             |             |
|                          | Estelle Harremoes        | NFP                      | NFP                      | 8881         | 16,90        |             |             |
|                          | Caroline Parmentier      | RN                       | RN                       | 25674        | 48,85        | 27316       | 54,64       |
|                          | Hakim Elazouzi           | UDI                      | UDI                      | 6985         | 13,29        |             |             |
|                          | Julien Guaquier          | DVD                      | DVD                      | 0            | 0            |             |             |
|                          |                          |                          |                          |              |              |             |             |
| Votes valides            | Votes valides            | Votes valides            | Votes valides            | 52558        | 97,18        | 49990       | 94,87       |
| Votes blancs             | Votes blancs             | Votes blancs             | Votes blancs             | 1009         | 1,87         | 1764        | 3,35        |
| Votes nuls               | Votes nuls               | Votes nuls               | Votes nuls               | 514          | 0,95         | 940         | 1,78        |
| Total                    | Total                    | Total                    | Total                    | 80762        | 100          | 80773       | 100         |
| Abstention               | Abstention               | Abstention               | Abstention               | 26681        | 33,04        | 28079       | 34,76       |
| Inscrits / participation | Inscrits / participation | Inscrits / participation | Inscrits / participation | 54081        | 66,96        | 52694       | 65,24       |

#### Département du Pas-de-Calais
- La fiche de l'INSEE de cette circonscription : « Tableaux et Analyses de la neuvième circonscription du Pas-de-Calais », sur insee.fr, site de l'Institut national de la statistique et des études économiques (consulté le 10 juin 2007) [PDF]

- « Tous les députés du département du Pas-de-Calais depuis 1789 », sur assemblee-nationale.fr, site de l'Assemblée nationale française (consulté le 10 juin 2007)

- « Informations contentieuses sur le département du Pas-de-Calais (Élections législatives de 2002) »(Archive.org • Wikiwix • Archive.is • Google • Que faire ?), sur conseil-constitutionnel.fr, site du Conseil constitutionnel (consulté le 13 juin 2007)

#### Circonscriptions en France
- « Carte des circonscriptions législatives en France », sur assemblee-nationale.fr, site de l'Assemblée nationale française (consulté le 10 juin 2007)

- « Résultats électoraux officiels en France »(Archive.org • Wikiwix • Archive.is • Google • Que faire ?), sur interieur.gouv.fr, site du ministère de l'Intérieur (France) (consulté le 13 juin 2007)

- Description et Atlas des circonscriptions électorales de France sur http://www.atlaspol.com, Atlaspol, site de cartographie géopolitique, consulté le 13 juin 2007.